# 華甲號水上飛機母艦
華甲（韋氏拼音：Hwa Chia）號水上飛機母艦是中華民國大陸時期的第二艘水上飛機母艦，前身是奧匈帝國的商船中國號，二戰時被變為日本運輸艦「榆林丸」。

## 早期
原為奧匈帝國的商船「中國號」（China），一戰爆發時遠東航線上的奧匈商船前往上海避難，但在1917年3月就被國民政府接管，移至天津停泊。包含中國號在內，此次被接管的外籍船隻總計11艘。1917年8月14日中華民國對德國和奧匈帝國宣戰後，於同年10月13日將那11艘商船接管，變為國有。為便於管理，那11艘商船統一進行了臨時命名，全部冠以“華”字頭，後面搭配天干，作為臨時艦名。「中國號」因而改名為「華甲號」。此次的臨時船名從華甲開始，華癸結束，並「預計」在日後作為運輸艦編入北洋海军，共10艘船，少一艘船是因為：有艘船的船員不配合政府接管，遭到海軍軍方直接沒收，故沒有臨時命名，直接改名「靖安號」。

## 加入海軍
當這些船隻要轉交給北洋艦隊時，他們卻覺得太多，將华壬艦以外的商船委托交通部代理。結果大达轮船公司走後門，使其能夠賤價得到那些艦船，招致各界不满，使得海軍要求租约到期后（1919年）將9艘船歸還國軍。事實上，海軍想利用她們组船队，出租她們以补贴经费。期滿歸還後，華甲號於1920年代初租给美國用於雙方貿易。1924年，由於北方內憂過多，海军穷困潦倒，所以將部分商船出售变现，仅保留华甲號在內的四艘運輸艦。同年年初，应招商局要求，將华甲號用作海员训练船，并保留原名。剩下三艘則改名并終於加入海军（华甲號成为唯一没改名的前扣押船）。
事情還沒落幕，招商局以训练船名义帶走华甲后，实則利用她出租牟利，所以將她转给遠東航运公司；結果远东航运公司也將她出租，最後轉手給日本一家株式会社（順帶一提，那時山東問題才剛落幕）。但令人费解的是，因買賣三方互相「禮讓」，華甲號最終無人管理，宛若雜物。1924年9月，直系军阀闻讯后，看不下去，尽力接回华甲號并编入東北海軍的渤海舰队，用作运输舰。

## 改造

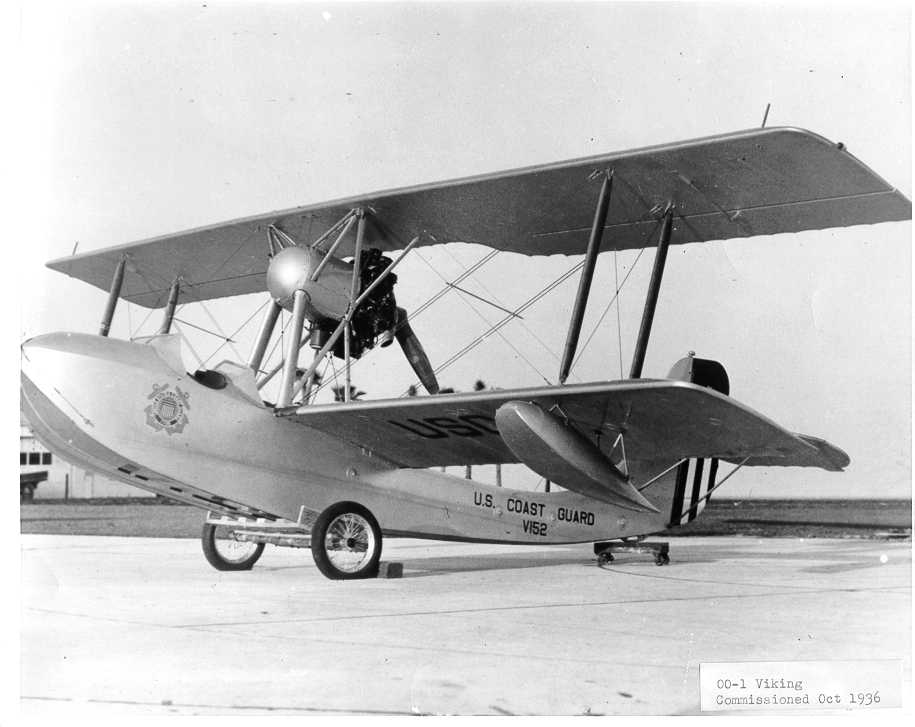
FBA 17

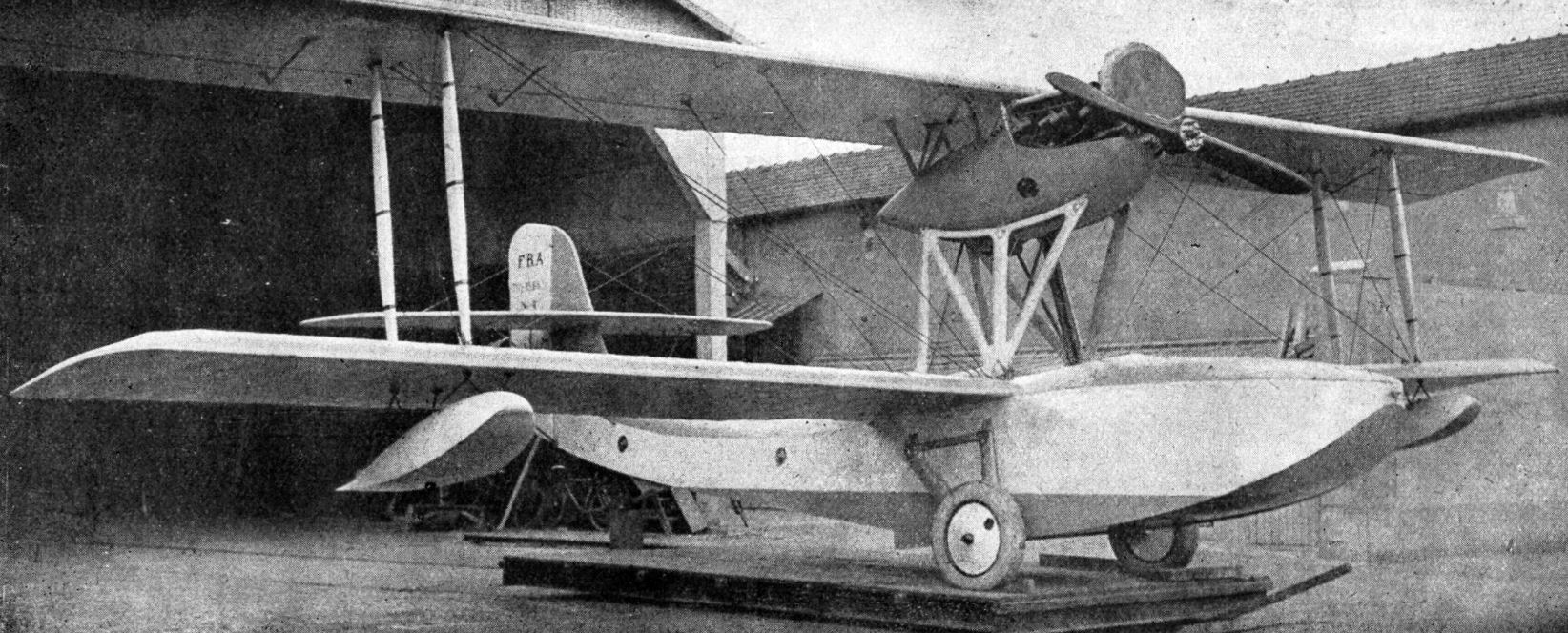
FBA 19

1927年，東北聯合艦隊副司令沈鴻烈將華甲號改造為水上飛機母艦，1928年完工時的配備為：中部甲板室及前後主甲板空間變成放置水上飛機的平台，用來吊貨物的吊臂變成吊起水上飛機的吊杆，甲板上可搭載水上飛機共8架，水上飛機的成員所屬于東北海軍“水面飛機隊”。其餘配備為：14艘汽艇、一門76毫米50倍徑阿姆斯特朗炮，和若干機槍。人員配置為：238人基礎艦員。若作為登陸艇使用，最多可容納1000名士兵進行登陸作業。
在此之前，在1923年奉系派出12名留學生前往法國學習軍事航空，所以順道從法國購買100多架水上飛機，型號都屬於FBA 17與FBA 19（FBA 19僅有9架，所以國軍只買8架）。這些自法國購買而來的飛機，在之後，成為她和鎮海號兩艘水上飛機母艦的航空力量來源，並在日後對叛亂的鎮壓、控制中（如空襲上海江南造船廠、國軍的第一次艦載機空襲、第一次民國海戰），立下很多功勞。
最後，華甲號的改造完工後，她成為中華民國的第二艘水上飛機母艦（第一艘是鎮海號）。順帶一提，雖說華甲號於1920年代末完工，但整體性能與1910年代服役的同類差異不大。第一，同樣船上沒有飛行甲板，僅能作為飛機的放置處，使得起降飛機之作業只能在水上執行，故使用、購買水上飛機。第二，其使用的飛機同樣炸彈裝載量低、火力弱，功能是以偵查為主，攻擊為輔。所以整體性能而言，屬於相當老舊。

## 後生
世事難料，在展現出自身力量前，便隨著1928年中的張作霖遇刺，以及奉系兵敗。在東北易幟後，接替父職的張學良將該艦租給張本政的「政記輪船公司」，並將其解除武裝，改名為「中華」號，次年開始作為商船使用。
1937年左右，在抗日戰爭爆發後，由於張本政與日軍關係友好，自己名下的政記輪船公司便幫助日軍運送大量軍用物資，使得其名下商船、運輸艦，總計至少14艘船隻被日軍強徵。華甲號當然也無法倖免，很快便改名為運輸艦「榆林丸」，用於軍備物資的運送，往來各個日本佔領地。
1945年1月21日，華甲號在高雄大空襲時受到波及，最終被美軍飛機炸沉於高雄港，結束了命運乖舛的一生。

## 後世創作
- 碧藍航線：2023年1月11日預告中，華甲將於新春活動中登場[8]。